# Durio oxleyanus
Durio oxleyanus là một loài thực vật có hoa trong họ Cẩm quỳ. Loài này được Griff. mô tả khoa học đầu tiên năm 1845.